# Шао Кан
Шао Кан (англ. Shao Kahn, кит. 绍康), также Генерал Шао (англ. General Shao) — вымышленный персонаж, один из первых боссов серии игр Mortal Kombat в жанре «файтинг». В последних играх серии он периодически становится доступен в качестве обычного игрового персонажа.

## Описание

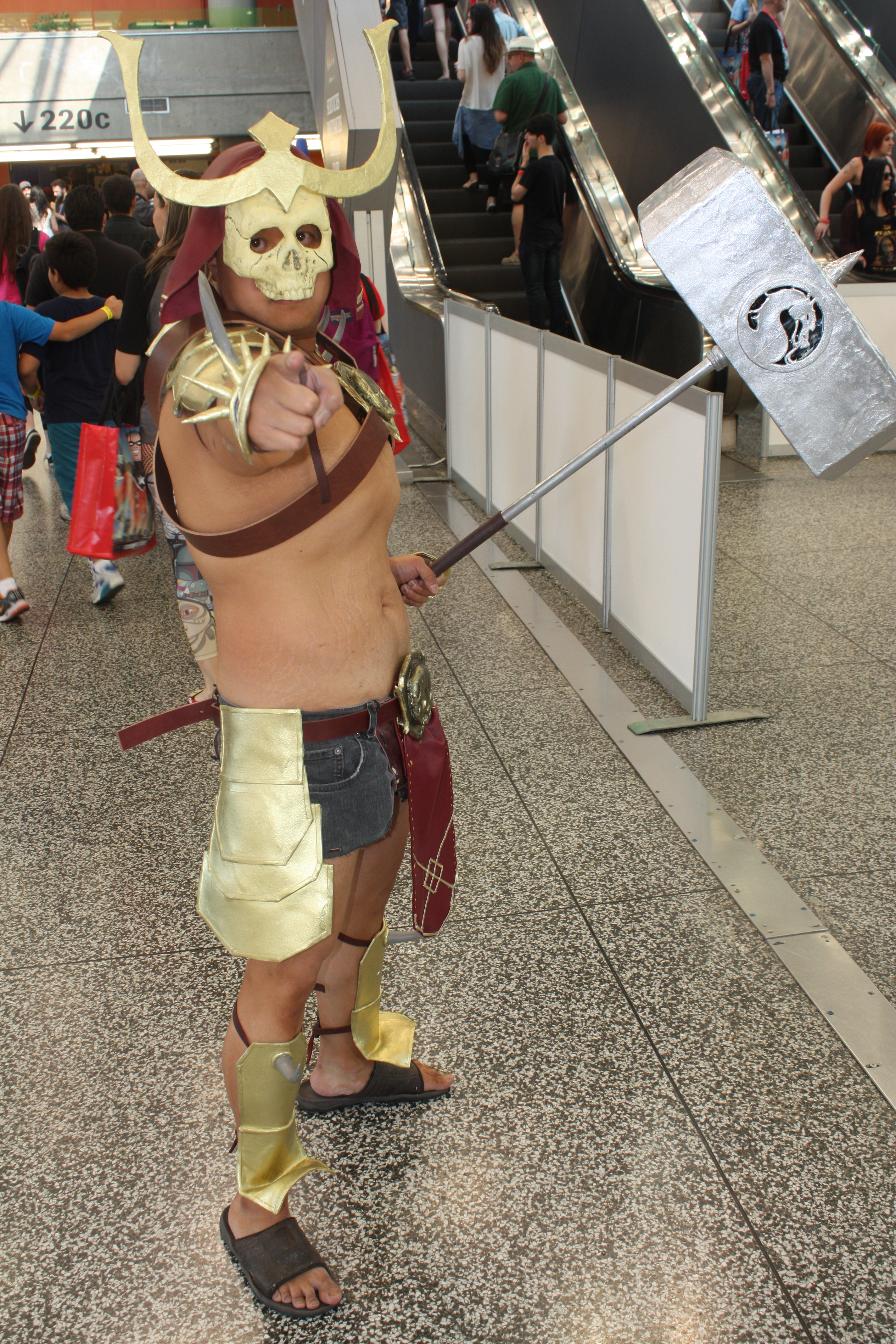
Косплей

Шао Кан — один из главных отрицательных персонажей серии игр Mortal Kombat, император Внешнего Мира (в его имени часто делается орфографическая ошибка, вроде Shao Khan (Шао Хан). Имеет сходство во многих отношениях с азиатскими полководцами времен Средневековья (шлем и одежда), олицетворяет зло во многих проявлениях. Кан известен своей силой бога, крайней жестокостью и грубостью в отношении своих врагов, так и в отношении союзников, но выше простого полководца ему удалось подняться исключительно за счёт своих интеллектуальных способностей и познаний в области чёрной магии. Подобно своему слуге Шан Цзуну Кан способен поглощать души живых существ. Сильными сторонами Шао Кана являются его огромная сила воли на пути к достижению своих целей и способность к организации, слабыми — его высокомерие и самоуверенность.

## История
Шао Кан был приближённым императора Внешнего Мира Короля Драконов Онаги. Однако он не желал быть таковым, он желал гораздо большего — править Внешним Миром. И в один прекрасный момент он отравляет Онагу и захватывает власть. Шао Кан обретает великую мощь. Став новым императором Внешнего Мира, он захватывает множество других. В отличие от Онаги, Кан не мог сразу воссоединять завоёванный мир со своим. Старшие Боги придумали турнир Смертельная Битва, чтобы Миры могли защищаться от нападений императора. Однако Шао Кан был непобедим. Он и его воины побеждали в 10 турнирах подряд, что позволяли императору захватывать миры и присоединять их во Внешний Мир. Таким образом он накопил достаточно власти, чтобы на сей раз завоевать гораздо большее Царство — Эдению. Шао Кан побеждает в Смертельной Битве и начинает захват Эдении. Он убивает законного правителя короля Джеррода и силой заставляет королеву Синдел признать свою власть. Однако она не смирилась с этой ролью супруги нового императора и покончила с собой. Озлобленный Шао Кан не позволяет душе королевы обрести покой и не выпускает. Принцесса Китана, родная дочь Джеррода и Синдел была выращена Шао Каном как хладнокровный убийца. Император пожелал оставить её как символ Царства Эдении. Шао Кан приказывает Шан Цуну создать женщину — копию Китаны, чтобы в случае предательства своей падчерицы, заменить её на эту копию. Шан Цун создаёт Милину. Затем Шао Кан делает попытку завоевать Земной Мир. Рождённый на Земле демонический колдун императора Шан Цун с успехом выигрывает 9 турниров подряд, однако на 10 турнире он уступает монаху Великому Кун Лао —лучшему воину Земного Мира. В гневе император ссылает его в кобальтовые копи шоканов. Великий Кун Лао становится врагом Шао Кана. Однако несмотря на неудачные попытки императора и Шан Цуна убить его, он остаётся живым до следующего турнира Смертельной Битвы. Шан Цун вызволяется из копий, направляется к Шао Кану и на сей раз приходит на турнир не один. В рудниках он познакомился с принцем Горо. Бой Горо и Великого Кун Лао был очень долгим и жестоким, однако в конце концов Горо побеждает и убивает монаха. Шан Цун крадёт его душу. С этих пор воины Шао Кана становятся непобедимыми. И наконец пришло время последнего 10 турнира. Однако планам Шао Кана по захвату Земного Мира вновь суждено не сбыться. Лю Кан побеждает и Горо и постаревшего Шан Цуна. Последнему удаётся убежать во Внешний Мир. Император снова был в ярости, однако Шан Цун молил его о пощаде и поведал ему свой новый план о уничтожении земных воинов. Он предлагал заманить их во Внешний Мир, чтобы сам император убил их. Шао Кан согласился с его планом и вернул ему молодость. Далее он приказывает Бараке напасть на академию Ву Ши. Барака и его таркатаны нападают на академию и похищают Соню Блейд. Ловушка сработала, и все воины Земного Мира, включая заклятого врага Шао Кана — Райдэна, прибывают во Внешний Мир. В ходе турнира во Внешнем Мире Китана окончательно вспоминает своё прошлое и в жестокой драке убивает Милину. Шао Кан не смог уничтожить земных воинов. Чемпион Смертельной Битвы Лю Кан и его товарищи побеждают, а сам Лю смог справиться и с Шан Цуном, и с Кинтаро и даже начинал побеждать самого императора. Они спасли Соню и вернулись в Земной Мир. Однако Шао Кан не желал сдаваться так легко. Он решил воплотить в жизнь свою давнюю мысль — с этой целью он с помощью колдуна Шан Цуна отправил душу королевы Синдел в Земной Мир. Таким образом Шао Кан мог беспрепятственно войти в Земной Мир с целью забрать свою королеву. И он начинает вторжение, с помощью своих порталов он похищает души всех людей на Земле. Однако Райдэну удалось спасти души избранных воинов, но не их жизни — Шао Кан посылает свои отряды воинов с целью убить оставшихся в живых защитников Земного Мира. Их первой жертвой стал Джонни Кейдж. Император приказывает Джейд и Рептилии найти и убить принцессу Китану. Он занимается вербовкой новых союзников и смог получить Скорпиона, Эрмака и Нуб Сайбота. Однако на этот раз никто не был верен своему императору. Шива, бывшая телохранительница Синдел вздумала убить своего императора. Однако Кано предупредил его, и Шао Кан убил её. Далее он принимает бой с Кун Лао (потомком и тёзкой знаменитого чемпиона) и побеждает. Радуясь победе, Кун Лао не замечает, как Шао Кан сворачивает ему шею. Лю Кан, увидевший это, решил что Кун Лао погиб, и с яростью бросился на Шао Кана. Император не смог победить чемпиона Смертельной Битвы и всех его сил хватило лишь для того, чтобы убежать во Внешний Мир. Земной Мир и Эдения вновь приняли свой прежний вид. Теперь сам Шао Кан и остатки его армии вынуждены были защищаться от объединённых сил Китаны, Синдел и расы Шоканов. Однако его спасает появление Шиннока, у которого были свои причины на завоевание Земного Мира и Эдении. Во время бойни Шиннока и его приспешников с Райдэном и его воинами, Шао Кан накапливает свои силы… Шинноку тоже не удаётся победить. Всё ещё слабый для конкретных целей Шао Кан оставался в своём дворце, однако он был не глупцом. Он прекрасно осознавал, что в таком состоянии не сможет принять достойный отпор возможным убийцам, и он создаёт свой клон.
Впоследствии образованный смертельный альянс колдунов Кван Чи и Шан Цуна совершают нападение на клона Шао Кана, как на возможную главную угрозу их союза и убивают его, как позже и Лю Кана. Единственное чего никто не знал, так это то что это был лишь клон императора. Шао Кан продолжает оставаться в тени и наблюдать за событиями.
В момент появления короля драконов Онаги Шао Кан понимает что не может больше ждать, он излечивает смертельно раненого Горо и предлагает ему объединиться и убить короля драконов взамен обещая восстановить в правах расу Горо шоканов, Горо принимает предложение. Также император, пользуясь силой древней клятвы, воскрешает Шан Цуна (погибшего в битве с Онагой), и все вместе они совершают нападение на бывший замок Шао Кана. Чего они не знали так это того что на троне сидела не Китана, а Милина, что впоследствии и выяснилось. Снова Шао Кан становится императором Внешнего мира.
В событиях Армагеддона, Шао Кан объединяется с Онагой и Шинноком для того, чтобы помешать воинам света овладеть силой Блейза. Позже он участвует в Битве у пирамиды Аргуса на стороне сил Тьмы.
Именно Шао Кан убивает Блейза и получает богоподобную мощь. Последний выживший из воинов, участвовавших в битве — Райдэн, пытается остановить Шао Кана, но проигрывает. Шао Кан убивает Райдэна, однако, тот перед смертью успевает отправить сообщение самому себе в прошлое, изменив тем самым ход времени.
Убив Райдэна, Шао Кан соединил все царства с Внешним Миром. Но его окончательный триумф скоро стал его падением. Оставшись без целей для завоевания, Шао Кан довел себя до безумия.
В изменённой временной линии, получавший видения Райдэн с помощью Старших Богов окончательно убивает Шао Кана.
В одиннадцатой части серии Шао Кан вновь появляется в виде одного из антагонистов. Когда он появился благодаря Кронике, он сразу же решил вернуть свой трон, на котором на тот момент находился Коталь Кан. Его попытка не увенчалась успехом. Позже, Шао удается схватить Коталя в лагере таркатанов. Шао отправился вместе с пленным в Колизей. В это время Китана, Лю Кан и Кун Лао смогли договориться с Шивой и Баракой о союзе с Коталем против Шао Кана, пообещав им власть. Армия таркатанов во главе с героями ворвались в Колизей, где Коталя почти казнили. Завязалась серьёзная потасовка. Шао Кан сразился с Китаной, после чего Китана одержала победу и лишила бывшего императора зрения, сохранив ему жизнь. Коталь сообщает об отречении от трона в пользу Китаны Кан. После этого в DLC под названием «AFTERMATH» мы узнаём, что его бросили в темницу, где его спасла Синдел (Его жена). Шао и Синдел собирают собственную армию и позже организовывают поход за короной Кроники, при этом Шао Кан забирает звание «Кана» себе.
Позже в зале Кроники, Шан Цунг предаёт Шао Кана и Синдел, забирая их души.
Дальнейшая судьба не известна.

## Разработка
В начале создания Mortal Kombat II Внешний Мир планировали сделать местом населённым одной лишь расой Таркатанов (у которых тогда не было названия — оно появилось лишь в Mortal Kombat: Deception), к которым принадлежит Барака. Один из первых вариантов облика Шао Кана был таркатан, одетый наподобие жреца. Другой вариант представлял собой некое скелетоподобное существо. Тобиас решил, что в таком виде Кан по духу слишком напоминает Шан Цуна и в конечном итоге превратил императора Внешнего Мира в мускулистого воителя.

## Игровая информация
Шао Кан впервые появился в МК2 как финальный босс, победой над которым игра заканчивалась. В МК3 он остался боссом, но, кроме того, введя чит-код, за него можно было играть. В Trilogy никакого чита не требуется, он есть в таблице. Позже он вернулся как обычный боец в Deception (GameCube, PSP).
Первое появление Шао Кана без маски в играх серии состоялось в Mortal Kombat: Shaolin Monks, где после утраты половины здоровья, он достаёт молот и метает его в игрока, который отбивает оружие обратно в императора, разбивая его маску.

## Боевые характеристики

### Коронные приёмы
- Light Arrow (Световая стрела): Шао Кан встает на колено и метает в противника длинную светящуюся стрелу-копьё. (MKII, MK(2011))
- Charging Spikes (Колющие шипы): Шао Кан таранит плечом противника, оставляя позади себя яркий след, похожий на след в ударах Джонни Кейджа Shadow Kick и Shadow Uppercut. (MKII, MK3, UMK3, MKT, MK:D, MK:U, MK:SM, MK:A)
- Wrath Hammer Attack (Атака молотом гнева): Шао Кан достает молот и бьет им противника по голове. Начиная с MK: Deception «Молот Гнева» стал одним из боевых стилей Шао Кана вследствие чего отпадала надобность делать из него отдельный спецприём. (MK3, UMK3, MKT)
- Explosive Blast (Обжигающее дыхание): Шао Кан выпускает изо рта плазменный зелёный шар наподобие файербола. (MK3, UMK3, MKT, MK:D, MK:U, MK:SM) Такой же шар-звезду, но меньшего размера он выпускает из рук. (MK:A)
- Uplifting Knee (Выпад коленом): Шао Кан делает выпад, напрыгивает на противника с выставленным вверх коленом, оставляя позади такой же след, что и в приёме Charging Spikes. (MK3, UMK3, MKT, MK:D, MK:U, MK:SM, MK:A)
- Ridicule (Высмеивание): Шао Кан часто насмехается, унижает и дразнит своих противников оскорблениями, насмешками или просто смехом. Приём стал визитной карточкой Шао Кана, сделав его одним из самых запоминающихся боссов в истории файтинг-игр. В MK: Deception он позволяет Шао Кану восстанавливать незначительное количество здоровья, с возможностью использования до трёх раз за раунд. (MKII, MK3, UMK3, MKT, MK:D, MK:U, MK:SM, MK:A)
- Grab and Punch (Схватить и ударить): Одной рукой Шао Кан поднимает противника за горло, другой же наносит удар в голову, отбрасывая того на расстояние. В MK: Deception этот приём является простым броском и, если он проводится вблизи смертельных ловушек, автоматически отправляет в них противника. (MKT, MK:D, MK:U, MK:A)
- Emperor’s Shield (Щит императора): Шао Кан выполняет приём наподобие апперкота, образующий на доли секунды барьер, который не только отражает метательные атаки, но и способен нанести повреждения, если проводится в непосредственной близости от противника. (MK:D, MK:U, MK:A)

### Фаталити
- Human Nail (Человеческий Гвоздь): Шао Кан забивает противника молотом в пол, затем, когда тот оказывается наполовину в земле, смеется и завершает приём ударом молота об его голову, разрывая тело на куски. В MK: Deception этот приём видоизменён, Шао Кан завершает его ударом с размаха, от чего голова противника улетает в сторону. (Mortal Kombat Trilogy на Nintendo 64, (MK:D))
- Home Run (Хоумран[1]): Шао Кан отправляет противника апперкотом высоко в воздух, и затем разбивает молотом на куски, когда тот падает. (MK:D, MK9)
- Double Down (Удвоение): Шао Кан пробивает руками тело противника насквозь и разрывает его на две части. (MK9)

## Появление в других медиа

### Фильм
Шао Кан представлен в двух экранизациях игры (Смертельная битва и Смертельная битва 2: Истребление), но в первой упоминается лишь как «император», появляясь в фильме лишь в виде спецэффекта.
В Смертельной битве 2: Истребление Шао Кан выступает в качестве основного отрицательного персонажа, роль которого исполнил актёр Брайан Томпсон. В этой версии, Кан также являлся братом Райдэна и сыном Шиннока. Родство Кана и Райдэна также упоминается в игре «Mortal Kombat vs. DC Universe», хотя, эта игра не считается «канонической».
Большинство фанатов игры не были удовлетворены игрой Томпсона, считая, что он чересчур драматизировал свою роль. Также критику вызвало и то, что по ходу фильма Кан появляется в своём шлеме только дважды и вдобавок сильно проигрывает внешне Кану из игр по росту.

### Телесериал
В телесериале роль Шао Кана исполнил актёр Джеффри Мик, который также исполнил роль Райдэна. В большинстве серий Шао Кан появляется лишь в эпизодах или только упоминается, но тем не менее он является самым влиятельным злодеем в сериале.

### Комиксы
Шао Кан появляется в комиксе Тобиаса МК2, который шёл, как бонус, который можно было заказать по телефону, периодически появляющемся во время простоя автомата. В этом комиксе Кан впервые появляется без маски, в своём замке, обсуждая с королём шоканов Горбаком и Шан Цуном поражение в предыдущем турнире.
Также Шао Кан появлялся в неканонических комиксах от издателя Малибу. Там его роль сходна с той, которую они исполнял в играх серии. Большую часть времени в этих комиксах Шао Кан появляется без маски, кроме специального выпуска про Китану и Милину.
В серии комиксов Battlewave (рус. Боевая волна) Кан приводит в действие новый план для захвата Земного Царства. Для этого он захватывает Соню Блейд и после её зомбирования Рептилией, пытается жениться на ней, что даст ему право захватить Землю, не нарушив правил Старших Богов.

### Дарк Кан
Dark Kahn (Дарк Кан) — персонаж вселенных Mortal Kombat и DC Comics. Главный злодей игры Mortal Kombat vs. DC Universe. После провала вторжения Шао Кана в Земной мир, Райдэн уничтожает Кана, выстрелив в него молнией, когда тот пытался сбежать через портал. В то же время, на Земле, Супермен уничтожает злодея Дарксайда, выстрелив в него лазером из глаз, когда апокалиптянин пытался бежать домой посредством телепортатора. Так как это происходит одновременно в обоих мирах, оба злодея оказываются слиты в единое сверх-существо под названием Дарк Кан, который начинает уничтожать вселенные Mortal Kombat и DC Universe.
14 октября 2008 года было опубликовано видео из профиля Джона Тобиаса. В нём Тобиас рассказывал как он вернулся к работе над MK после своего ухода в 1999 году. Во время рассказа о приемах рисования персонажей были продемонстрированы первые эскизы Дарк Кана, ставшего таким образом первым из боссов игры, чей облик стал известен.
После выхода игры возник вопрос о доступности данного персонажа для игры человеком. Но, несмотря на то, что скачиваемый контент предполагал наличие новых доступных для игры героев, Дарк Кан не был заявлен как часть этого контента. Посему пока что он остаётся недоступным игроку.

На сайте fightersgeneration.com, посвящённом играм-файтингам, по поводу внешнего вида Дарк Кана написали следующее: 
Ну да, он выглядит злобным, грозным и все такое прочее, но этого реально недостаточно для подобного существа. На самом деле, этот парень выглядит как творение шестилетнего ребёнка с отклонениями в развитии.